# Apaj, Pesta
Apaj  este un sat în districtul Ráckeve, județul Pesta, Ungaria, având o populație de 1.262 de locuitori (2011). 

## Demografie
Componența etnică a satului Apaj
     Maghiari (99,41%)
     Alții (0,59%)
Componența confesională a satului Apaj
     Romano-catolici (30,82%)
     Reformați (19,49%)
     Fără religie (12,6%)
     Necunoscută (35,1%)
     Alte religii (2,38%)
Conform recensământului din 2011, satul Apaj avea 1.262 de locuitori. Din punct de vedere etnic, majoritatea locuitorilor (99,41%) erau maghiari. Nu există o religie majoritară, locuitorii fiind romano-catolici (30,82%), reformați (19,49%) și persoane fără religie (12,6%). Pentru 35,1% din locuitori nu este cunoscută apartenența confesională.